# Головін Павло Георгійович
Павло́ Гео́ргійович Голові́н (рос. Павел Георгиевич Головин; 26 квітня 1909 — 27 квітня 1940) — радянський полярний льотчик і льотчик-випробувач, полковник. Герой Радянського Союзу (1937).

## Життєпис
Народився в місті Наро-Фомінську, нині Московської області Росії, в родині службовця. Росіянин. У 15-річному віці вступив до планерного гуртка. У 1930 році закінчив Московський спортивний технікум. У 1933 році закінчив Тушинський аероклуб, працював інструктором в Тушинській льотній школі Тсоавіахіму.
З 1934 року — пілот Управління полярної авіації Головпівнічморшляху. У першу ж навігацію разом з льотчиком М. Козловим займався льодовою розвідкою в Карському морі. У 1936 році протягом місяця виконував завдання з пошуку літака М. Лінделя, який зазнав аварії в тундрі, на схід від острова Діксон.
5 травня 1937 року П. Г. Головін на двомоторному розвідувальному літакові Р-6 (АНТ-7) став першим радянським льотчиком, який пролетів над Північним полюсом. Доставлені ним дані дозволили успішно здійснити посадку загону важких транспортних літаків на Північному полюсі і створити там дрейфуючу полярну станцію «Північний полюс-1».
Влітку того ж 1937 року він брав участь у пошуках літака С. Леваневського, потім здійснив переліт Москва — Тіксі. Навесні 1938 року П. Г. Головін брав участь у знятті моряків із затиснутих кригою кораблів «Георгій Сєдов», «Садко» і «Малигін». Влітку 1938 року на двомоторній амфібії «Н-207» він здійснив переліт за маршрутом Москва — Уелен — Москва загальною довжиною 29 тисяч кілометрів.
З жовтня 1938 року — на випробувальній роботі на Московському авіазаводі № 22. Випробовував дослідні та серійні бомбардувальники. Член ВКП(б) з 1939 року. Учасник радянсько-фінської війни 1939—1940 років.
27 квітня 1940 року полковник П. Г. Головін загинув разом з екіпажем (провідний інженер К. І. Александров і бортмеханік Н. Г. Добров) при випробуванні другого серійного бомбардувальника СПБ (заводський номер № 2/1) конструкції М. Полікарпова. Похований на Новодівочому цвинтарі в Москві.

## Нагороди
Указом Президії Верховної Ради СРСР від 27 червня 1937 року «за зразкове виконання завдань уряду і героїзм, виявлений в період висадки і роботи північної експедиції», Головіну Павлу Георгійовичу присвоєно звання Героя Радянського Союзу. Після введення особливого знаку відзнаки — медалі «Золота Зірка» у 1939 році, отримав нагороду за № 40.
Нагороджений орденами Леніна, Червоного Прапора, Червоної Зірки.

## Вшанування пам'яті
Ім'ям Павла Головіна названо:
- мис на заході острова Куна (архіпелаг Земля Франца-Йосифа).
- вулицю в місті Наро-Фомінську Московської області.